# Тиквешко езеро
Тиквешкото езеро (на македонска литературна норма: Тиквешко Езеро) е язовир в Северна Македония.

## Местоположение
Разположен е в южната част на страната в областта Тиквеш, на 12 километра югозападно от град Кавадарци и на три километра южно от село Возарци.

## Данни
Язовирът е създаден през 1968 година чрез преграждането на водите на река Черна (Църна) с насипна язовирна стена с височина 104 метра и дължина 338 метра. Той заема площ от 1400 хектара. Максималната му дълбочина е над 100 метра, а дължината му е 28,5 километра. Изкуственото езеро акумулира 475 милиона кубични метра вода. Със своите размери Тиквешкото езеро е най-голямото изкуствено езеро в Северна Македония по площ, дълбочина и дължина. Главен източник за захраването на язовира е река Черна с нейните притоци Каменица, Дъбнишка река, Блашница, Сушица, Галишка река и Драгор.

## ВЕЦ „Тиквеш“
Водите на Тиквешкото езеро се използват за добиване на електрическа енергия и напояване. Близо до язовирната стена е изградена водноелектрическата централа „Тиквеш“ с инсталирана мощност от 92 MW и годишно производство от 184 GWh. Чрез изградена хидросистема езерото напоява 18000 хектара площ от Тиквешката котловина.

## Фауна
Тиквешкото езеро е богато на различни видове риба, като предмет на стопанска дейност са сом, шаран, толстолоб, червеноперка, клен, скобар и други. По бреговете му гнездят 23 вида грабливи птици.

## Други забележителности
В района на язовира са разположени няколко интересни културно-исторически обекта:
- Полошкият манастир „Свети Георги“
- скалната църква „Свети Лазар“
- остров Градот – антична и средновековна крепост.

По бреговете на Тиквешкото езеро са изградени множество вили.